# Palais Malvezzi
Ne doit pas être confondu avec Palais Malvezzi Campeggi.
Le Palazzo Malvezzi De' Medici, aussi simplement appelé Palazzo Malvezzi, est un palais Renaissance de Bologne. Situé dans la Via Zamboni, c'est actuellement le siège de la ville métropolitaine de Bologne.

## Histoire
La construction du bâtiment a commencé en 1560 après que Paola di Antonio Maria Campeggi, veuve de Giovanni di Bartolomeo Malvezzi, a chargé l'architecte Bartolomeo Triachini de concevoir le nouveau bâtiment. La nouvelle résidence a été érigée sur un vaste terrain où existaient déjà des bâtiments appartenant à la famille sénatoriale. La façade du bâtiment, qui se développe selon trois ordres superposés, donne sur la via Zamboni et est étouffée par l'étroitesse de la rue sur laquelle elle débouche ; en fait, la branche de la famille qui vivait dans le bâtiment s'appelait dal Portico Buio.
Plusieurs plafonds de l'appartement noble du bâtiment ont été peints à fresque en 1852 par le peintre Francesco Cocchi en collaboration avec Andrea Pesci et Onorato Zanotti.
À l'intérieur, il y a des œuvres du XXe siècle d'artistes bolonais (ou étroitement liés à la ville de Bologne), parmi les noms les plus importants : Bruno Munari, Natale Guido Frabboni, Alberto Sughi, Carlo Caporale, Enrico Visani et Carlo Amadori.
En 1931, Aldobrandino Malvezzi (1881-1961) vendit le bâtiment à la Province de Bologne.

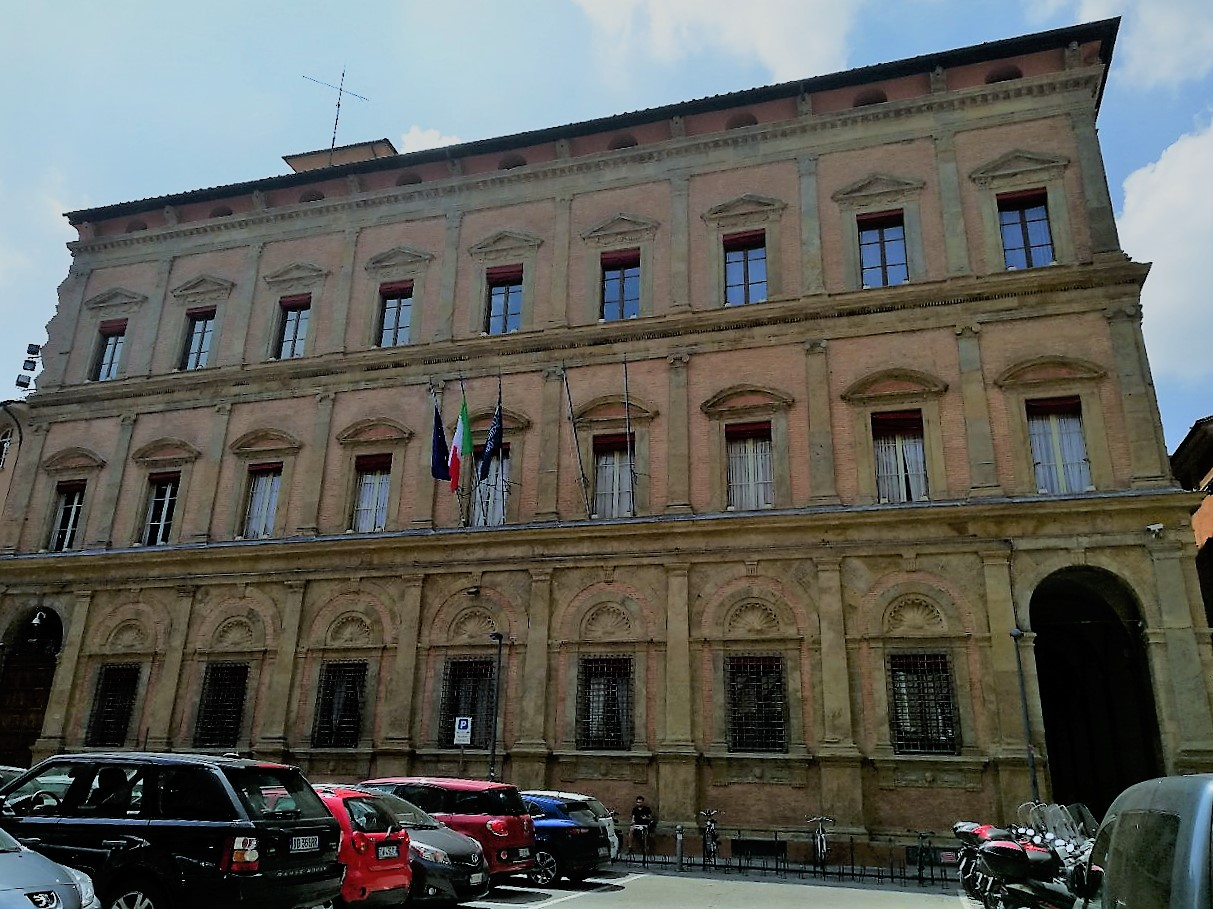
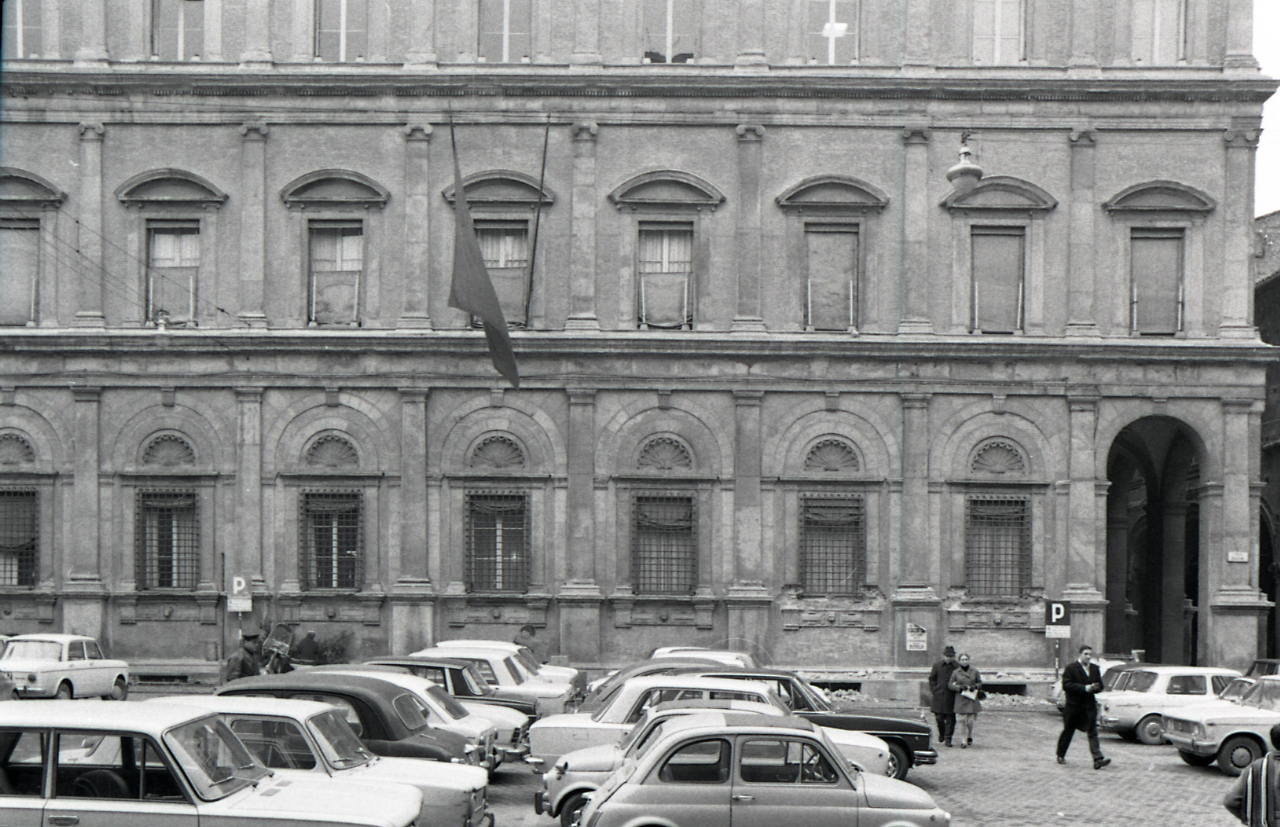